# Impulso

Animación ilustrando un choque elástico, un impulso producido por la variación de la cantidad de movimiento.

En mecánica, se llama impulso a la magnitud vectorial, denotada usualmente como I, definida como la variación en el momento lineal que experimenta un objeto físico en un sistema cerrado. El término difiere de lo que cotidianamente conocemos como impulso y fue acuñado por Isaac Newton en su entorno segunda ley, donde lo llamó vis motrix, refiriéndose a una especie de fuerza del movimiento.

## Definición

### Fórmula
La segunda ley de Newton se encarga de cuantificar el concepto de fuerza. Nos dice que la fuerza neta aplicada sobre un cuerpo es proporcional a la aceleración que adquiere dicho cuerpo. Las constantes de proporcionalidad es la masa del cuerpo, de manera que podemos expresar la relación de la siguiente manera:

{\displaystyle \mathbf {F} =m\mathbf {a} =m{\frac {\mathrm {d} \mathbf {v} }{\mathrm {d} t}}={\frac {\mathrm {d} (m\mathbf {v} )}{\mathrm {d} t}}={\frac {\mathrm {d} \mathbf {p} }{\mathrm {d} t}}}

si multiplicamos ambos miembros por {\displaystyle \mathrm {d} t},

{\displaystyle \mathbf {F} \,\mathrm {d} t=\mathrm {d} \mathbf {p} }

lo que nos dice que la variación de la cantidad de movimiento es proporcional a una fuerza aplicada sobre la partícula durante un intervalo de tiempo:

{\displaystyle \Delta \mathbf {p} =\int _{t_{1}}^{t_{2}}\mathbf {F} \,\mathrm {d} t}

A lo que llamamos impulso es ese valor de la integral de la fuerza en el tiempo:

(1){\displaystyle \mathbf {I} =\int \mathbf {F} \,\mathrm {d} t}

### Más simple
El concepto de impulso se puede introducir mucho antes del conocimiento sobre el cálculo diferencial e integral con algunas consideraciones. Si consideramos una masa que no varía en el tiempo sujeta a la acción de una fuerza también constante, la cantidad de movimiento se puede tomar como el simple producto entre la velocidad ({\displaystyle \mathbf {v} }) y la masa ({\displaystyle \ m}). Según la segunda ley de Newton, si a una masa {\displaystyle \ m} se le aplica una fuerza {\displaystyle \mathbf {F} } aquella adquiere una aceleración {\displaystyle \mathbf {a} }, de acuerdo con la expresión:

{\displaystyle \mathbf {F} =m\mathbf {a} }

multiplicando ambos miembros por el tiempo {\displaystyle \ \Delta t} en que se aplica la fuerza designada:

{\displaystyle \mathbf {F} \,\Delta t=\,m\,\mathbf {a} \,\Delta t}

Como {\displaystyle \mathbf {a} \,\Delta t=\Delta \mathbf {v} }, tenemos:

{\displaystyle \mathbf {F} \,\Delta t=m\,\Delta \mathbf {v} }

y finalmente:

{\displaystyle \mathbf {I} =\mathbf {F} \,\Delta t}

que es equivalente a (1) cuando la fuerza no depende del tiempo.

### Unidades
Un impulso cambia el momento lineal de un objeto, y tiene las mismas unidades y dimensiones que el momento lineal. Las unidades del impulso en el Sistema Internacional son kg·m/s. Para deducir las unidades podemos utilizar la definición más simple, donde tenemos:

{\displaystyle \mathbf {F} \,\Delta t=m\,\Delta \mathbf {v} }

{\displaystyle {\rm {\left[N\cdot s\right]=\left[kg\cdot {\frac {m}{s}}\right]}}}

considerando que {\displaystyle {\rm {\left[N\right]=\left[{kg}\cdot {\frac {m}{s^{2}}}\right]}}}, y sustituyendo, resulta

{\displaystyle {\rm {\left[kg\cdot {\frac {m}{s^{2}}}\,s\right]=\left[kg\cdot {\frac {m}{s}}\right]}}}

y efectivamente,

{\displaystyle {\rm {\left[kg\cdot {\frac {m}{s}}\right]=\left[kg\cdot {\frac {m}{s}}\right]}}}

con lo que se ha comprobado que {\displaystyle \left[\mathbf {I} \right]=\left[\Delta \mathbf {p} \right]}, por lo que el impulso de la fuerza aplicada es igual a la cantidad de movimiento que provoca, o dicho de otro modo, el incremento de la cantidad de movimiento de cualquier cuerpo es igual al impulso de la fuerza que se ejerce sobre el.

## Conservación del momento lineal
Como hemos visto, la variación en la cantidad del movimiento y el impulso van estrechamente ligados. La conservación de la cantidad de movimiento lineal es una de las cantidades físicas que en un sistema cerrado aparecen inalterables. Así, si sobre un sistema no se ejerce fuerza neta alguna, el momento lineal total del sistema no puede variar. Y para nuestro caso: para hacer variar la cantidad de movimiento de un cuerpo es necesario aplicarle un impulso producto de una fuerza.

## Choques
Los choques son interacciones de dos o más cuerpos en el que existe contacto entre ellos durante un tiempo tanto determinado como indeterminado. Existen distintos tipos de choque: choques elásticos, inelásticos y perfectamente inelásticos. Todos estos choques tienen la característica de conservar su momentum o cantidad de movimiento, pero no así su energía mecánica, y en la mayoría de los casos solo se considera la energía cinética. Los choques elásticos mantienen el momentum inicial del sistema al igual que la energía cinética total del sistema. Dentro de este tipo de choque es importante mencionar el caso del choque de dos cuerpos de igual masa y uno de ellos inicialmente en reposo. Al impactar se transferirá la energía desde el cuerpo en movimiento hacia el que no se está moviendo, quedando el cuerpo inicialmente en movimiento en reposo, mientras que el otro seguirá en movimiento, el mismo que seguía el primer cuerpo, un ejemplo de este es el juego de billar. Mientras dura el choque cabe señalar que en el contacto de ambos cuerpos la energía se almacena en una deformación mínima y no permanente.

### Choque elástico

Choque elástico.

En física, en el caso ideal, una colisión perfectamente elástica es un choque entre dos o más cuerpos que no sufren deformaciones permanentes debido al impacto. En una colisión perfectamente elástica se conservan tanto el momento lineal como la energía cinética del sistema. Claro está que durante una colisión, aunque sean de dos sólidos, no se puede considerar perfectamente elástico ya que siempre hay una deformación. 
Las colisiones en las que la energía no se conserva producen deformaciones permanentes de los cuerpos y se denominan colisiones inelásticas.
Colisiones elásticas son aquellas en las cuales no hay intercambio de masa entre los cuerpos que colisionan, sin embargo, hay conservación neta de energía cinética.

### Choque perfectamente inelástico

Choque perfectamente inelástico.

En un choque inelástico (o choque plástico) los cuerpos presentan deformaciones luego de su separación, esto es una consecuencia del trabajo realizado. En el caso ideal de un choque perfectamente inelástico, los objetos en colisión permanecen pegados entre sí. El marco de referencia del centro de masas permite presentar una definición más precisa. En los choques inelásticos la energía cinética no se conserva, ya que parte de ella es "usada" para deformar el cuerpo.
Es por esto que se puede decir que en el choque inelástico la energía se ve reducida debido a la incapacidad de regresar a su estado original los cuerpos.
De tal manera que en el choque inelástico habrá transformación de energía mientras en contraste, el choque elástico la mantendrá constante.

## Masa variable
La aplicación de la segunda ley de Newton para masa variable permite que el impulso y el momento se utilicen como herramientas de análisis para vehículos propulsados por jet o cohete. En el caso de los cohetes, el impulso impartido puede normalizarse por unidad de propulsor gastado, para crear un parámetro de rendimiento, impulso específico. Este hecho se puede utilizar para derivar la ecuación del cohete Tsiolkovsky, que relaciona el cambio de velocidad de propulsión del vehículo con el impulso específico del motor (o velocidad de escape de la boquilla) y la relación de masa del propulsor del vehículo.